# Ropica nodieri
Ropica nodieri är en skalbaggsart som beskrevs av Maurice Pic 1945. Ropica nodieri ingår i släktet Ropica och familjen långhorningar. Inga underarter finns listade i Catalogue of Life.